# Motya eratica
Motya eratica är en fjärilsart som beskrevs av Jones. Motya eratica ingår i släktet Motya och familjen trågspinnare. Inga underarter finns listade i Catalogue of Life.